# Dermoergasilus amplectens
Dermoergasilus amplectens är en kräftdjursart. Dermoergasilus amplectens ingår i släktet Dermoergasilus och familjen Ergasilidae. Inga underarter finns listade i Catalogue of Life.